# Rudolf von Oppeln-Bronikowski
Pour les autres membres de la famille, voir Famille von Oppeln-Bronikowski.
Pour les articles homonymes, voir Oppeln et Bronikowski.
Edgar Adalbert Rudolf von Oppeln-Bronikowski (né le 3 juillet 1826 à Graudenz et mort le 14 août 1894 à Dessau) est un général d'infanterie prussien et gouverneur de la forteresse de Metz.

## Biographie

### Origine
Rudolf est le fils du capitaine prussien Eduard von Oppeln-Bronikowski (1800-1853) et de son épouse Luise, née Muelenz (1804-1850).

### Carrière militaire
Après le lycée de Konitz et les maisons des cadets de Culm et de Berlin, Oppeln est affecté le 10 août 1843 comme sous-officier dans le 33e régiment de fusiliers de l'armée prussienne à Thorn. À la mi-novembre 1847, il reçoit le grade de sous-lieutenant et le 13 mai 1848, daté du 16 novembre 1847, il reçoit le brevet correspondant à son grade. À partir d'octobre 1852, Oppeln est affecté pendant un an au 1er bataillon de réserve combiné à Graudenz, puis devient adjudant du 1er bataillon et est promu adjudant régimentaire début février 1857. Le 9 janvier 1858, il est nommé adjudant de la 15e brigade d'infanterie à Erfurt et à ce titre, il est promu capitaine à la mi-avril 1860. Le 1er juillet 1860, il est ensuite nommé adjudant auprès du commandement général du 4e corps d'armée à Magdebourg. Tout en restant à son poste, Oppeln fut muté le 23 février 1861 avec un brevet du 31 mars 1859 dans le 63e régiment d'infanterie. Nommé chef de la 2e compagnie du 6e régiment de grenadiers à Posen, il retourne au service des troupes le 9 juin 1863.
Pendant la guerre contre l'Autriche, Oppeln dirige d'abord un demi-bataillon et, pour le commandant malade, le 1er bataillon à Nachod, Skalitz, Schweinschädel et Sadowa. Après la guerre, il est promu major le 30 octobre 1866 et nommé commandant du 1er bataillon le 16 août 1867. Cela est suivi par son transfert à Wetzlar en tant que commandant du 8e bataillon de chasseurs le 10 octobre 1868. Au début de la guerre contre la France, Opplen est blessé à la bataille de Saint-Privat et mène son bataillon à l'Hallue, à Bapaume, Maison Blanche, Forgette, Tertry-Pœuilly et devant Metz et Verdun. À Saint-Quentin, Oppeln commande un détachement de trois bataillons, un escadron et trois batteries, avec lesquels il intervient de manière indépendante dans la bataille.
Récompensé des deux classes de la Croix de fer, il est promu colonel après la guerre au début de septembre 1873 et commande du 18 septembre 1873 au 20 octobre 1879 le 26e régiment d'infanterie. Oppeln est ensuite transféré parmi les officiers de l'armée avec son ancien uniforme, reçoit le grade et les honoraires de commandant de brigade le 28 novembre 1879 et est promu général de division le 11 décembre 1879. Le 22 mars 1880, il devient commandant du 40e brigade d'infanterie à Brunswick et commandant de Berlin le 30 août 1882. Avec la promotion au grade de lieutenant général, Oppeln reprend la 3e division d'infanterie le 6 décembre 1883 à Stettin et reçoit la Grand-Croix de l'Ordre d'Henri le Lion avec épées le 1er mai 1884. À la mi-mars 1886, il est commandé pour trois mois afin de remplacer le général commandant du 2e corps d'armée von Danneberg en congé. Oppeln reçoit l'Ordre de la Couronne de 1re classe le 11 septembre 1887 et est transféré à Metz comme gouverneur le 27 janvier 1888 et promu général d'infanterie le 19 septembre 1888. Le 20 mars 1890, il reçoit la Grand-Croix de l'Ordre de l'Aigle rouge avec feuilles de chêne et reçoit la pension légale lorsque sa demande d'adieu est approuvée. Il reçoit également la Grand-Croix de l'Ordre du Lion de Zaeringen le 29 mars 1890. Il décède le 14 août 1894 à Dessau.

### Famille
Oppeln-Bronikowski se marie avec Adele Käsemattel (morte en 1855) à Cologne le 3 juillet 1854. Après sa mort prématurée, il se marie avec sa sœur Adelheid (1830-1906) à Posen le 19 mars 1863. De ce mariage sont nés les enfants suivants :
- Kurt (né en 1864)
- Erich (1865-1941), lieutenant-colonel prussien
- Paul (1870-1915), capitaine prussien
- Ernst (1872-1878)